# يو إف سي 62
يو إف سي 62: ليدل ضد سوبرال (بالإنجليزية: UFC 62: Liddell vs. Sobral)‏ هو حدث لفنون القتال المختلطة نظمته يو إف سي، أُقيم في 26 أغسطس 2006، على مركز أحداث ماندالاي باي في لاس فيغاس، نيفادا، الولايات المتحدة.